# GIPF 프로젝트
GIPF 프로젝트(GIPF project)는 GIPF를 시작으로 하여 네덜란드 플란더스의 보드 게임 개발자 크리스 뷔름(Kris Burm)이 발표한 2인용 추상전략게임 연작이다. 육각격자를 사용해 꼭짓점에 말을 놓는다.

## 목록
한글 명칭은 한국의 보드게임 판매사인 보드피아에서 정발한 명칭 기준이다.
- GIPF(기프)
- TAMSK(탐스크)
- ZÈRTZ(제르츠)
- DVONN(드본)
- YINSH(인쉬)
- PÜNCT(퓐트)
- TZAAR(짜르)
- LYNGK(륀크)

탐스크는 원래 시리즈에 속했다가, 짜르로 대체되어 외전이 되었다.